# Nana Alexandria
 (août 2013).

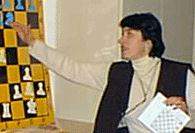
Nana Alexandria (1999)

Nana Georgievna Alexandria (née le 13 octobre 1949 à Poti, URSS) est un grand maître féminin géorgien du jeu d'échecs. Elle a été le challenger pour le titre de championne du monde d'échecs à deux reprises.
Alexandria a affronté la tenante du titre mondial en match en 1975 et 1981. En 1975 elle perdit contre Nona Gaprindashvili (+3 =1 -8) et en 1981 elle fit match nul contre Maïa Tchibourdanidzé, ce qui permit à cette dernière de conserver son titre.
Alexandria a reçu le titre de maître international féminin en 1966 et celui de grand maître féminin en 1976. Elle a été championne d'URSS en 1966, 1968 (ex æquo) et 1969. Elle a remporté six fois l'olympiade d'échecs avec l'URSS ainsi que 4 médailles d'or individuelles entre 1969 et 1986. Après l'indépendance, Alexandria fut capitaine (non joueuse) de l'équipe de Géorgie victorieuse de l'olympiade de 1992 à 1996.
Alexandria a été administratrice auprès de la Fédération internationale des échecs, elle a présidé le comité féminin de la FIDE de 1986 à 2001.